# TJ Hartvíkovice
Tělovýchovná jednota Hartvíkovice je český fotbalový klub z Hartvíkovic na Třebíčsku, který byl založen roku 1954. V sezoně 2015/16 vyhrál Okresní přebor Třebíčska a postoupil do I. B třídy (7. nejvyšší soutěž).
Největším úspěchem klubu je vítězství v Přeboru Vysočiny v ročníku 2005/06 a následná jednosezonní účast v Moravsko-Slezské divizi – sk. D.

## Historické názvy
- 1954 – TJ Sokol Hartvíkovice (Tělovýchovná jednota Sokol Hartvíkovice)
- 2011 – TJ Hartvíkovice (Tělovýchovná jednota Hartvíkovice)

## Novodobá historie klubu
- 2011 – přihlášení Okresního přeboru (8. nejvyšší soutěž) – následný sestup
- 2015 – postup z III. třídy (9. nejvyšší soutěž)
- 2016 – postup z Okresního přeboru (8. nejvyšší soutěž), 1. místo poháru Okresního fotbalového svazu

## Stručná historie kopané v Hartvíkovicích
Fotbalový klub byl založen roku 1954 jako Tělovýchovná jednota Sokol Hartvíkovice. Prakticky celé poválečné období patřil oddíl k nejaktivnějším organizacím v obci. Vedle sportovních a společenských akcí má tato organizace zásluhu na vytvoření základny pro rozvíjející se turistický ruch v souvislosti s napuštěním Dalešické přehrady.
Klub od svého založení nesl název Tělovýchovná jednota Sokol Hartvíkovice, od roku 2011 se jmenuje TJ Hartvíkovice.
V sezoně 1998/99 hartvíkovičtí zvítězili v Okresním přeboru Třebíčska. V sezoně 2001/02 skončili v I. B třídě Jihomoravské župy – sk. C na 2. místě, vzhledem k reorganizaci soutěží od ročníku 2002/03 (župy → kraje) postoupili do nově vzniklé I. A třídy Kraje Vysočina – sk. B. Soutěží prošli suverénně bez prohry a jako nováček I. A třídy ihned postoupili do nejvyšší soutěže na Vysočině. V ročníku 2005/06 oddíl v Přeboru Kraje Vysočina zvítězil a jednu sezonu hrál Moravsko-Slezskou divizi – sk. D.
Po sezoně 2010/11, v níž se oddíl po sestupu z nejvyšší krajské soutěže umístil na 2. místě v I. A třídě Kraje Vysočina – sk. B, byl klub přihlášen o 2 soutěže níže do Okresního přeboru Třebíčska, krajské soutěže opustil po 12 letech. Bylo zrušeno jak B-mužstvo, tak dorostenecké mužstvo.
V sobotu 21. června 2014 klub pořádal oslavy u příležitosti 60. výročí svého vzniku.

## Zázemí klubu
Stadion je součástí areálu Penzionu u Wilsonovy skály, v blízkosti se nachází Vodní nádrž Dalešice. Povrch hřiště je travnatý, jeho rozměry jsou 108 x 64 metrů, kapacita je 500 diváků.
V letech 1978–1981 byla u hřiště postavena turistická ubytovna s kapacitou 50 lůžek, šatnami pro hráče, klubovnou a sálem.

## Umístění v jednotlivých sezonách
Legenda: Z – zápasy, V – výhry, R – remízy, P – porážky, VG – vstřelené góly, OG – obdržené góly, +/- – rozdíl skóre, B – body, červené podbarvení – sestup, zelené podbarvení – postup, fialové podbarvení – reorganizace, změna skupiny či soutěže
| Česko (1996 – ) |                                      |        |    |    |   |    |     |    |     |    |        |
| Sezóny          | Liga                                 | Úroveň | Z  | V  | R | P  | VG  | OG | +/- | B  | Pozice |
| 1996/97         | Okresní soutěž Třebíčska – sk. A     | 9      | 26 | 15 | 6 | 5  | 59  | 23 | +36 | 51 | 3.     |
| 1997/98         | Okresní soutěž Třebíčska – sk. A     | 9      | 26 | 22 | 2 | 2  | 99  | 20 | +79 | 68 | 1.     |
| ...             |                                      |        |    |    |   |    |     |    |     |    |        |
| 2000/01         | I. B třída Jihomoravské župy – sk. C | 7      | 26 | 16 | 4 | 6  | 72  | 28 | +44 | 52 | 2.     |
| 2001/02         | I. B třída Jihomoravské župy – sk. C | 7      | 26 | 14 | 3 | 9  | 58  | 36 | +18 | 44 | 2.     |
| 2002/03         | I. A třída Kraje Vysočina – sk. B    | 6      | 26 | 21 | 5 | 0  | 77  | 17 | +60 | 68 | 1.     |
| 2003/04         | Přebor Kraje Vysočina                | 5      | 26 | 12 | 4 | 10 | 55  | 32 | +23 | 40 | 3.     |
| 2004/05         | Přebor Kraje Vysočina                | 5      | 26 | 14 | 5 | 7  | 51  | 23 | +28 | 47 | 3.     |
| 2005/06         | Přebor Kraje Vysočina                | 5      | 26 | 21 | 4 | 1  | 74  | 13 | +61 | 67 | 1.     |
| 2006/07         | Divize D                             | 4      | 30 | 9  | 6 | 15 | 38  | 57 | -19 | 33 | 15.    |
| 2007/08         | Přebor Kraje Vysočina                | 5      | 30 | 17 | 7 | 6  | 54  | 29 | +25 | 58 | 2.     |
| 2008/09         | Přebor Kraje Vysočina                | 5      | 30 | 12 | 8 | 10 | 42  | 48 | -6  | 44 | 7.     |
| 2009/10         | Přebor Kraje Vysočina                | 5      | 30 | 3  | 5 | 22 | 23  | 83 | -60 | 14 | 16.    |
| 2010/11         | I. A třída Kraje Vysočina – sk. B    | 6      | 26 | 13 | 7 | 6  | 57  | 43 | +14 | 46 | 2.     |
| 2011/12         | Okresní přebor Třebíčska             | 8      | 26 | 2  | 0 | 24 | 28  | 87 | -59 | 6  | 14.    |
| 2012/13         | Okresní soutěž Třebíčska – sk. A     | 9      | 26 | 15 | 4 | 7  | 77  | 52 | +25 | 49 | 4.     |
| 2013/14         | Okresní soutěž Třebíčska – sk. A     | 9      | 26 | 14 | 3 | 9  | 81  | 51 | +30 | 45 | 3.     |
| 2014/15         | Okresní soutěž Třebíčska – sk. A     | 9      | 26 | 24 | 0 | 2  | 104 | 19 | +85 | 72 | 1.     |
| 2015/16         | Okresní přebor Třebíčska             | 8      | 26 | 16 | 2 | 8  | 81  | 52 | +29 | 50 | 2.     |
| 2016/17         | I. B třída Kraje Vysočina – sk. B    | 7      | 26 | 8  | 4 | 14 | 54  | 70 | -16 | 28 | 11.    |
| 2017/18         | I. B třída Kraje Vysočina – sk. B    | 7      | 26 | 8  | 3 | 15 | 52  | 66 | -14 | 27 | 13.    |
| 2018/19         | Okresní přebor Třebíčska             | 8      | 26 | 13 | 3 | 10 | 75  | 43 | +32 | 42 | 4.     |
| 2019/20         | Okresní přebor Třebíčska             | 8      | 13 | 4  | 2 | 7  | 31  | 29 | +2  | 14 | 10.    |
| 2020/21         | Okresní přebor Třebíčska             | 8      | 9  | 1  | 1 | 7  | 16  | 24 | -8  | 4  | 13.    |
| 2021/22         | SPORTFOTBAL Okresní přebor Třebíčska | 8      | 26 | 12 | 4 | 10 | 63  | 62 | +1  | 40 | 4.     |
| 2022/23         | SPORTFOTBAL Okresní přebor Třebíčska | 8      | 26 | 10 | 6 | 10 | 57  | 52 | +5  | 36 | 8.     |
| 2023/24         | SPORTFOTBAL Okresní přebor Třebíčska | 8      | 26 | 10 | 2 | 14 | 44  | 58 | -14 | 32 | 10.    |
| 2024/25         | SPORTFOTBAL 8. liga mužů OFS Třebíč  | 8      | 26 | 6  | 7 | 13 | 39  | 64 | -25 | 25 | 12.    |

## TJ Sokol Hartvíkovice „B“
TJ Sokol Hartvíkovice „B“ byl rezervním mužstvem Hartvíkovic, které se pohybovalo v okresních soutěžích. Bylo zrušeno po sezoně 2010/11 v souvislosti s pádem „A“ mužstva do okresních soutěží.

### Umístění v jednotlivých sezonách
Legenda: Z – zápasy, V – výhry, R – remízy, P – porážky, VG – vstřelené góly, OG – obdržené góly, +/- – rozdíl skóre, B – body, červené podbarvení – sestup, zelené podbarvení – postup, fialové podbarvení – reorganizace, změna skupiny či soutěže
| Česko (2004 – 2011) |                                  |        |    |    |   |    |    |    |     |    |        |
| Sezóny              | Liga                             | Úroveň | Z  | V  | R | P  | VG | OG | +/- | B  | Pozice |
| 2004/05             | Okresní soutěž Třebíčska – sk. A | 9      | 26 | 19 | 3 | 4  | 91 | 34 | +57 | 24 | 1.     |
| 2005/06             | Okresní přebor Třebíčska         | 8      | 26 | 15 | 2 | 9  | 61 | 48 | +13 | 47 | 3.     |
| 2006/07             | Okresní přebor Třebíčska         | 8      | 26 | 7  | 4 | 15 | 45 | 53 | -8  | 25 | 11.    |
| 2007/08             | Okresní přebor Třebíčska         | 8      | 26 | 10 | 3 | 13 | 59 | 76 | -17 | 33 | 9.     |
| 2008/09             | Okresní přebor Třebíčska         | 8      | 26 | 5  | 3 | 18 | 30 | 78 | -48 | 18 | 13.    |
| 2009/10             | Okresní soutěž Třebíčska – sk. A | 9      | 26 | 9  | 6 | 11 | 46 | 49 | -3  | 33 | 12.    |
| 2010/11             | Okresní soutěž Třebíčska – sk. A | 9      | 26 | 7  | 3 | 16 | 42 | 72 | -30 | 24 | 14.    |